# Rock Cup 2022-23
La Rock Cup 2022-23 fue la edición número 66 de la copa de fútbol de Gibraltar.  En esa temporada la copa fue disputada por doce clubes.
El torneo empezó el 16 de enero de 2023 con los partidos de la primera ronda y terminó con la final el 27 de abril del mismo año.
El campeón garantizó un cupo en la Liga Europa Conferencia de la UEFA 2023-24.

## Primera ronda
El sorteo de la primera ronda del torneo de esta temporada se llevó a cabo el 12 de diciembre de 2022. Manchester 62 recibió un pase directo a los cuartos de final en virtud de ganar el GFA Challenge Trophy la temporada pasada.
Después del sorteo, 3 equipos más entraron directamente en la siguiente ronda: Glacis United, St Joseph's y Lynx.
| Equipo 1         | Resultado | Equipo 2        | Fecha               | Estadio          |
| ---------------- | --------- | --------------- | ------------------- | ---------------- |
| Lincoln Red Imps | 3:2       | Europa          | 16 de enero de 2023 | Estadio Victoria |
| Hound Dogs       | 1:7       | Lions Gibraltar | 17 de enero de 2023 | Estadio Victoria |
| Europa Point     | 0:1       | Bruno's Magpies | 18 de enero de 2023 | Estadio Victoria |
| College 1975     | 0:3       | Mons Calpe      | 19 de enero de 2023 | Estadio Victoria |

## Cuartos de final
| Equipo 1         | Resultado | Equipo 2        | Fecha                 | Estadio          |
| ---------------- | --------- | --------------- | --------------------- | ---------------- |
| Lincoln Red Imps | 5:0       | Lynx            | 18 de febrero de 2023 | Estadio Victoria |
| Lions Gibraltar  | 1:2       | Bruno's Magpies | 18 de febrero de 2023 | Estadio Victoria |
| Glacis United    | 0:1       | Mons Calpe      | 19 de febrero de 2023 | Estadio Victoria |
| Manchester 62    | 0:2       | St Joseph's     | 19 de febrero de 2023 | Estadio Victoria |

## Semifinales
| Equipo 1         | Resultado  | Equipo 2        | Fecha              | Estadio          |
| ---------------- | ---------- | --------------- | ------------------ | ---------------- |
| Mons Calpe       | 0:1        | Bruno's Magpies | 4 de abril de 2023 | Estadio Victoria |
| Lincoln Red Imps | 2:1 (pró.) | St Joseph's     | 5 de abril de 2023 | Estadio Victoria |

## Final
| 27 de abril de 2023 | Bruno's Magpies                                | 1:1 (t. s.)(4:2 p.)        | Lincoln Red Imps                       | Estadio Victoria, Gibraltar |                           |
| 19:30               | Bent 60'                                       | Reporte                    | Yahaya 31'                             | Árbitro(s): Timothy Reoch   | Árbitro(s): Timothy Reoch |
|                     |                                                | Tiros desde el punto penal |                                        |                             |                           |
|                     | - K. Casciaro - Storer - Bent - Zúñiga - Galán |                            | - E. Britto - Lopes - Valarino - Gómez |                             |                           |

|  |  |

| GK            | 13 | Jaylan Hankins   |      |      |
| RB            | 4  | Rubén Díaz       | 110' | 112' |
| LB            | 6  | Olmo González    |      | 118' |
| CB            | 5  | Paco Zúñiga (c)  | 40'  |      |
| CB            | 23 | Joe              |      |      |
| CM            | 14 | Scott Ballantine |      |      |
| CM            | 19 | Dan Bent         |      |      |
| CM            | 53 | Luke Bautista    |      |      |
| RW            | 8  | Jamie Coombes    |      | 87'  |
| LW            | 11 | Kyle Casciaro    |      |      |
| ST            | 18 | Jack Storer      | 94'  |      |
| Substitutes:  |    |                  |      |      |
| GK            | 1  | Matt Silva       |      |      |
| DF            | 20 | Jack Horrocks    |      |      |
| MF            | 7  | Jeremy Lopez     |      |      |
| MF            | 21 | José Galán       |      | 87'  |
| MF            | 33 | Alan Parker      |      | 118' |
| FW            | 31 | Julian Del Rio   |      | 112' |
| FW            | 39 | Pibe             |      |      |
| Tecnico       |    |                  |      |      |
| Nathan Rooney |    |                  |      |      |

| GK           | 23 | Dayle Coleing      |     |       |
| RB           | 5  | Scott Wiseman      |     |       |
| LB           | 21 | Nano               |     |       |
| CB           | 6  | Bernardo Lopes (c) |     |       |
| CB           | 24 | Jack Sergeant      |     | 106'  |
| CM           | 17 | Marco Rosa         | 54' | 78'   |
| CM           | 20 | Mustapha Yahaya    | 65' |       |
| CM           | 22 | Graeme Torrilla    | 36' | 102'  |
| RW           | 11 | Juampe             |     | 90+4' |
| LW           | 19 | Juanfri            |     | 61'   |
| ST           | 9  | Kike Gómez         |     |       |
| Substitutes: |    |                    |     |       |
| GK           | 1  | Nauzet Santana     |     |       |
| DF           | 2  | Jesús Toscano      |     | 90+4' |
| DF           | 14 | Roy Chipolina      |     | 102'  |
| DF           | 66 | Ethan Britto       | 65' | 61'   |
| MF           | 8  | Julian Valarino    |     | 78'   |
| MF           | 77 | Kyle Clinton       |     | 106'  |
| FW           | 31 | Jonathan Sciortino |     |       |
| Tecnico:     |    |                    |     |       |
| Javi Muñoz   |    |                    |     |       |